# Anton von Wolszlegier
Anton Johannes Nepomucenus von Wolszlegier, né le 14 mars 1843 à Schönfeld (province de Prusse) et mort le 5 janvier 1922 dans la même ville (appelée alors Konitz, voïvodie de Poméranie), est un prêtre catholique et un homme politique allemand. Il siège au Reichstag de l'Empire allemand de 1893 à 1898 et à la Chambre des représentants de Prusse de 1896 à 1898.

## Biographie
Wolszlegier est scolarisé au lycée royal de Konitz (de) jusqu'en 1873. Il étudie ensuite la philosophie, la philologie et la théologie aux universités de Breslau, Innsbruck, Wurtzbourg et Munich. Il obtient un doctorat en théologie à l'université de Wurtzbourg en 1879 et est ordonné prêtre la même année par l'évêque de Wurtzbourg Mgr Franz Joseph von Stein. Il est d'abord travailleur auxiliaire à la chancellerie épiscopale de Pelplin, puis administrateur paroissial (de) à Czersk, avant de devenir directeur de l'office des prêtres émérites de Jacobsdorf en province de Brandebourg. Il devient curé de Gilgenburg en 1892. Il œuvre également dans les domaines de la prévoyance collective et du développement des associations agricoles.
En 1893, l'association électorale des Polonais de la 9e circonscription du district de Königsberg (de) propose au Parti conservateur allemand de soumettre une candidature commune aux élections législatives contre le parti Zentrum majoritaire dans la circonscription. Cette proposition est refusée par le parti conservateur. Au premier tour de l'élection, Wolszlegier obtient 32,5 % des voix en tant que candidat des Polonais, contre 47,4 % des voix pour le candidat de la Zentrum Justus Rarkowski, tandis que le candidat conservateur est vaincu. Au second tour, Wolszlegier est soutenu par les nationaux-libéraux, les conservateurs allemands ainsi que « tous les pasteurs protestants de la région » et « l'ensemble de la bureaucratie protestante » et remporte la circonscription avec 54,9 % des voix. Wolszlegier a auparavant formulé des engagements électoraux aux partis qui l'ont soutenu. Il siège ainsi au Reichstag de l'Empire allemand de 1893 à 1898 au sein du parti polonais. Il est en outre membre de la Chambre des représentants de Prusse de 1896 à 1898.